# Южные говоры среднесловацкого диалекта
Ю́жные го́воры среднеслова́цкого диале́кта (словац. južná skupina stredoslovenských nárečí, južná skupina nárečí stredoslovenského dialektu, juhovýchodný región stredoslovenských nárečí) — говоры, распространённые в южной части среднесловацкого диалектного ареала. Согласно классификации, представленной в «Атласе словацкого языка», противопоставлены северным среднесловацким говорам, в других классификациях выделяются юго-восточные среднесловацкие говоры, ареал которых во многом сходен с территорией южной группы, выделяемой на диалектологической карте «Атласа словацкого языка».
Ареал южных среднесловацких говоров охватывает центральные и южные территории Средней Словакии.
Южные говоры среднесловацкого диалекта включают зволенские, тековские, гонтянские, новоградские и гемерские говоры. Каждая из этих групп говоров в свою очередь делится на более мелкие диалектные ареалы. В ряде классификаций словацких диалектов в состав южного среднесловацкого ареала не включают тековские говоры, или же не включают тековские вместе со зволенскими говорами. Иногда отдельно выделяют ипельские говоры.
Южный ареал среднесловацкого диалекта отличается от северного такими чертами, как распространение существительных с функционально мягкими согласными в конце основы аналогично существительным твёрдой разновидности; наличием гласного í или i в формах косвенных падежей прилагательных мужского и среднего рода и т. д..

## Классификация
Существует несколько классификаций говоров среднесловацкого диалекта, в которых южный (или юго-восточный) диалектный регион включает разное число групп говоров и имеет различный охват территории.
В классификации, опубликованной в издании «Диалектология словацкого языка» К. В. Лифанова (2012), южный ареал среднесловацкого диалекта образуют следующие основные группы говоров:
- зволенские говоры;
- тековские говоры;
- гонтянские говоры;
- новоградские говоры;
- гемерские говоры:
  - западногемерские говоры;
  - центральногемерские говоры;
  - восточногемерские говоры.

Южным говорам противопоставляются северные среднесловацкие говоры: липтовские, турчанские, оравские и верхненитранские.
Согласно классификации, данной в «Атласе словацкого языка» (1968), южные говоры среднесловацкого диалекта включают:
- зволенские говоры:
  - собственно зволенские говоры;
  - детвинские говоры;
  - зволенско-гронские говоры;
- тековские говоры:
  - тековско-гронские говоры;
  - среднежитавские говоры;
  - верхнежитавские говоры;
- гонтянские говоры;
- гонтянско-новоградские говоры;
- модрокаменские говоры;
- средненовоградские говоры;
- ипельские говоры;
- западногемерские говоры;
- центральногемерские говоры;
- восточногемерские говоры.

Южным говорам противопоставляются северные: липтовские (средние, западные и восточные), турчанские, оравские (нижние, средние и верхние) и верхненитранские (верхние и прьевидзские).
По классификации Р. Крайчовича, в составе южных среднесловацких говоров выделяют:
- гонтянский основной ареал (с периферийным ареалом в северо-восточной части в районе Крупини);
- новоградский основной ареал:
  - северо-западный район (врхарские говоры);
  - северо-восточный район;
  - южный район (южнее Модри-Каменя);
- ипельский основной ареал (с периферийным ареалом в районе между Ипелем и Римавой);
- западногемерский основной ареал;
- центральногемерский основной ареал;
- восточногемерский переходный ареал;
- верхнегронский переходный ареал.

По терминологии Р. Крайчовича, южные говоры образуют юго-восточный регион (juhovýchodný región) или юго-восточный региональный ареал (juhovýchodný regionálny areál) в составе среднесловацкого диалектного макроареала (makroareál stredoslovenských nárečí).
В составе юго-восточных говоров выделяются пять основных диалектных ареалов и два переходных ареала. Отличиями классификации Р. Крайчовича от дифференциации словацких говоров на диалектологической карте «Атласа словацкого языка» являются:
- отсутствие в юго-восточных говорах тековского и зволенского ареалов, отнесённых к северо-западным говорам;
- выделение ипельской как самостоятельной группы говоров;
- сокращение территории гемерского и новоградского ареалов за счёт выделения в их пределах ипельских говоров и в пределах гемерского ареала — восточногемерских и верхнегронских переходных говоров.

В пределах среднесловацкого макроареала говоры юго-восточного региона противопоставляются говорам северо-западного региона, включающим семь основных ареалов — нижнеоравский, среднеоравский, турчанский, липтовский, зволенский, верхненитранский и тековский, а также четыре переходных ареала — верхнеоравский, восточнолиптовский, бановский и топольчанский. Согласно Р. Крайчовичу, юго-восточный и северо-западный ареалы среднесловацкого диалекта разделяет пучок изоглосс, в который входят такие явления, как наличие у глаголов 1-го лица множественного числа окончания -mo (на юго-востоке) и -me (на северо-западе): robímo / robíme; распространение дифтонга i̯e и монофтонга a̋ (на юго-востоке) и дифтонга i̯a (на северо-западе): pi̯etok (ипельские говоры), pa̋tok (гемерские говоры) / pi̯atok и другие диалектные явления.
На диалектологической карте И. Рипки, представленной в «Атласе населения Словакии» (Atlas obyvateľstva Slovenska) (2001), выделяются следующие юго-восточные среднесловацкие говоры:
- зволенские говоры;
- гонтянские говоры;
- новоградские говоры;
- гемерские говоры.

Юго-восточным говорам среднесловацкого макроареала (по терминологии карты — говорам юго-восточного региона) противопоставляются северо-западные говоры — оравские, липтовские, турчанские, верхненитранские и тековские.
В отличие от классификации, представленной в «Атласа словацкого языка», на карте И. Рипки тековские говоры отнесены к северо-западному региону. В отличие от классификации Р. Крайчовича — зволенские говоры включаются в юго-восточный, а не в северо-западный ареал.
Согласно классификации, опубликованной в работе Й. Мистрика «Грамматика словацкого языка» (1985), южный среднесловацкий ареал, включающий зволенские, тековские, гонтянские, новоградско-врхнянские, модрокаменские, говоры среднего Новограда, ипельские, говоры западного Гемера, говоры восточного Гемера и горегронские говоры, противопоставляется северной группе (с липтовскими, оравскими, турчанскими и верхненитранскими говорами). Данный ареал сходен по охвату территории с ареалом на диалектологической карте «Атласа словацкого языка».

## Область распространения
Южные говоры среднесловацкого диалекта распространены в центральных и южных районах Средней Словакии (исключая крайне южные районы на границе с Венгрией).
Область распространения южных говоров среднесловацкого диалекта охватывает территории нескольких исторических комитатов Венгерского королевства: Тековского, Гонтянского, Новоградского, Гемерско-Малогонтского (исключая южные районы этих комитатов), а также Зволенского (полностью). Согласно современному административно-территориальному делению Словакии данный регион размещён на территории Банскобистрицкого края. Наиболее крупными населёнными пунктами в южном среднесловацком ареале являются Банска-Бистрица, Зволен, Брезно, Злате-Моравце, Кремница, Нова-Баня, Врабле, Крупина, Банска-Штьявница, Левице, Лученец, Модри-Камень, Вельки-Кртиш, Филяково, Римавска-Собота, Ревуца, Рожнява.
На востоке ареал южных среднесловацких говоров граничит с ареалом спишских говоров восточнословацкого диалекта.
На юге к ареалу южных среднесловацких говоров примыкает ареал разнородных словацких говоров, частью распространённых чересполосно с говорами венгерского языка.
На западе южные среднесловацкие говоры граничат с ареалом юго-восточных западнословацких средненитранских говоров, на севере и северо-западе — с ареалом северных среднесловацких говоров: на северо-западе — с ареалами верхненитранских и турчанских говоров, на севере — с ареалом липтовских говоров.

## Диалектные особенности
Черты, общие для всех говоров южного ареала среднесловацкого диалекта, которые отличают их от северного ареала:
1. Распространение существительных с функционально мягкими согласными в конце основы аналогично существительным твёрдой разновидности: do Banskej Bistrici, v Banskej Bistrice.
2. Наличием гласного í или i в формах косвенных падежей прилагательных мужского и среднего рода: dobrího / dobriho, staršího / staršiho.
3. Склонение существительных с основой на заднеязычный согласный по мягкой разновидности: na ruki, dve ruke.
4. Наличие гласного o в уменьшительных суффиксах существительных с основой на мягкий согласный: xlapčok, nošťok. В северных среднесловацких говорах: xlapček, nošťek.
5. Наличие протетического согласного -v в формах личных местоимений 3-го лица: von, vona / ona, voňi / oňi.